# السكن متعدد الوحدات خالي من التدخين
إنّ السكن متعدد الوحدات الخالي من التدخين تشير إلى حظر تدخين منتجات التبغ في المجمعات السكنية متعددة الوحدات أو ذات الوحدة المتعددة (MUH) ، والتي تعرّف على أنها مبنى عام أو خاص، أو جزء منه، يحتوي على جزئين أو أكثر أو غيرها من الوحدات السكنية بما في ذلك، على سبيل المثال لا الحصر، مبنى يحتوي على وحدات للسكن/العمل، وشقق سكنية، ووحدات سكنية، ومساكن كبار السن، ودور رعاية المسنين، وغرف/وحدات التدبير المنزلي، والفنادق السكنية أحادية الغرف ، وغيرها من السكن الداخلي متعدد الوحدات، والسكن الجماعي أو مرافق النُّزل .  يشار حديثَا إلى أنه داخل الولايات المتحدة، يعيش ما يقرب من 80 مليون (1 من كل 4) من السكان في مجمعات سكنية متعددة الوحدات، ويتعرض أكثر من 1 من كل 3 مستأجرين للتدخين السلبي . 

## الأصول
صدر أول قانون للسكن متعدد الوحدات الخالي من التدخين في الولايات المتحدة في بلمونت، كاليفورنيا ، نتيجة لجهود الدفاع التي بذلها مجموعة من كبار السن ذوي الدخل القليل الذين شعروا بالإحباط بسبب انتقال الدخان السلبي من جيرانهم. في نوفمبر 2006، صوّت مجلس مدينة بلمونت بالإجماع على إصدار قانون شامل يمنع التدخين في أي مكان تقريبًا في المدينة، باستثناء المنازل المنفصلة التي تضم أسرة واحدة.  تم اعتماد مرسوم يجعل جميع المساكن متعددة الوحدات خالية من التدخين، بالإضافة إلى العديد من المناطق الخارجية، في أكتوبر 2007، وأثار ذلك اهتمام مسؤولي المدينة من جميع أنحاء البلاد والعالم. 

## مخاطر التدخين السلبي
يعد التدخين السلبي سببًا رئيسيًا للأمراض والوفاة المبكرة، بما في ذلك سرطان الرئة وأمراض القلب ومشاكل الجهاز التنفسي لدى البالغين غير المدخنين.  وفقا للجرّاح العام الأمريكي ، لا يوجد مستوى آمن للتعرّض للتدخين السلبي.  إنّ الأطفال المعرضين للتدخين السلبي أكثر عرضة لخطر الإصابة بمتلازمة موت الرضع المفاجئ (SIDS) ويكونون أكثر عرضة للإصابة بالتهابات الجهاز التنفسي والربو والتهابات الأذن.  أظهرت إحدى الدراسات أن الأطفال الذين يعيشون في منازل لا يدخن فيها أحد لديهم زيادة بنسبة 45% في مستويات الكوتينين إذا كانوا يعيشون في مساكن متعددة الوحدات مقارنة بالمنازل المنفصلة، وذلك بسبب التسرب عبر الجدران وأنظمة التهوية المشتركة.  إن التعرض للتدخين السلبي يجعل التنفس صعبًا، وهو أيضًا عامل خطر كبير للعديد من الحالات الصحية الأساسية المرتبطة بأعراض مرض كوفيد-19 الأكثر خطورة، بما في ذلك أمراض القلب، وضعف وظائف الرئة، وما يرتبط بها من مخاطر الإصابة بأمراض الجهاز التنفسي. 
إنّ التعرض للدخان السلبي في السكن متعدد الوحدات يعتبر تهديدًا صحيًا خطيرًا لأن الدخان السلبي ينتقل إلى الوحدات السكنية من الوحدات المجاورة والشرفات والباحات والمناطق المشتركة. الطريقة الأكثر فعالية لمعالجة هذه المشكلة وحماية المستأجرين من التدخين السلبي هي إقرار سياسة قوية، على الأقل، لجميع الوحدات والمناطق الداخلية المشتركة في مبنى خالٍ من التدخين. 

## تعريف السكن متعدد الوحدات
يتم تعريف السكن متعدد الوحدات، والمعروف أيضًا باسم السكن متعدد الأسر، من خلال مشاركة الجدران بين الوحدات في المبنى. يتكون المبنى متعدد الأسر من وحدتين متصلتين أو أكثر بما في ذلك الدوبلكس، والمباني السكنية، والمجمعات السكنية، ومرافق المعيشة لكبار السن والمساعدة، ومرافق الرعاية الصحية طويلة الأجل. كان لدى الولايات القضائية المختلفة تعريفات أكثر أو أقل شمولاً ضمن قوانين منع التدخين الخاصة بها. حالياً  لا يشمل تعريف السكن متعدد الوحدات الحدائق المنزلية المتنقلة، ومواقع التخييم، والمراسي البحرية والموانئ، ومنازل الأسرة الواحدة (ما لم تكن مرافق لرعاية الأطفال أو الرعاية الصحية، أو بها قريب/وحدة ثانية)، أو الفنادق أو الموتيلات (بموجب قانون كاليفورنيا المدني القسم 1940، القسم الفرعي (ب)(2).

## شروط الإيجار
بالإضافة إلى حظر التدخين في مساكن الإقامة متعددة الوحدات مثل المباني السكنية والشقق الخاصة، فإن قوانين السكن الخالي من التدخين عادة ما تغير شروط الإيجار للوحدات المستأجرة، مما يجعل التدخين في وحدة غير مخصصة للتدخين انتهاكًا لعقد الإيجار. تكون تغييرات عقد الإيجار هذه تلقائية بالنسبة لعقود الإيجار الجديدة وعند تجديد عقود الإيجار الحالية. يعد الإعلان عن التدخين السلبي باعتباره مصدر إزعاج خيارًا آخر لحكومات المدن والمقاطعات. 

## مراقبة التدخين والإيجار
لدى المجتمعات التي لديها قوانين مراقبة الإيجار خيارات مختلفة في تمرير سياسة السكن متعدد الوحدات الخالي من التدخين حيث أن الملاكون مقيدون في تغيير شروط الإيجار دون موافقة المستأجر.  أحد الخيارات هو حظر التدخين في الإيجارات الجديدة وحتى في بعض الإيجارات القائمة. في مايو 2014، كانت مدينة بيركلي أول مدينة لمراقبة الإيجارات في كاليفورنيا تتبنى قانون السكن متعدد الوحدات الخالي من التدخين مع وجود آلية إنفاذ للمدينة تغطي جميع عقود الإيجار المبدئية حديثًا مع تشجيع أولئك الذين لديهم عقود إيجار حالية على التوقيع على عقد إيجار جديد. ملحق إيجار لغير المدخنين على أساس طوعي. بموجب هذا القانون، يتم تغطية جميع المقيمين في المساكن متعددة الوحدات بما في ذلك الشقق والوحدات الخاضعة لرقابة الإيجار. 

## تطبيق القانون
في حين أن قانون السكن متعدد الوحدات الخالي من التدخين على مستوى المقاطعة قد يشير إلى موقف على مستوى المقاطعة بشأن هذه القضية، إلا أنه غير قابل للتنفيذ خارج المناطق غير المدمجة في المقاطعة. في المناطق المدمجة، والمعروفة أيضًا باسم المدن، يجب تقديم سياسات الإسكان متعدد الوحدات الخالية من التدخين من خلال مجلس المدينة وتمريرها على أساس كل مدينة على حدة. يشير أعضاء المجتمع إلى الحاجة إلى قانون السكن متعدد الوحدات خالٍ من التدخين على مستوى المدينة إلى مجلس مدينتهم - من خلال التعليقات العامة و/أو الاجتماعات و/أو الرسائل.
سوف يتخذ موظفو المدينة هذا الاتجاه وينظرون في السياسات الحالية لصياغة قانون السكن متعدد الوحدات الخالي من التدخين والذي يلبي الاحتياجات المحددة لمدينتهم. سيتم وضع هذا المرسوم في التقويم للقراءة الأولى في اجتماع مجلس المدينة، حيث سيطرح أعضاء المجلس أسئلة توضيحية حول المرسوم ويناقشون أي مخاوف. إذا تمت القراءة الأولى، فسيقوم موظفو المدينة بعد ذلك بإجراء المزيد من البحث، ودمج أي تعليقات في مسودة معدلة إذا لزم الأمر. ستتم مراجعة هذه المسودة في القراءة الثانية، حيث سيتم إقرار المرسوم إذا بدا مقبولاً لدى أغلبية أعضاء مجلس المدينة (على سبيل المثال، 3 من أصل 5).

## البلديات ذات قوانين السكن متعدد الوحدات
بعد أن أقرت بلمونت سياسة السكن متعدد الوحدات الخالي من التدخين، بدأت مدن أخرى تحذو حذوها. اعتبارًا من يونيو 2020، أقرّت 63 ولاية قضائية في كاليفورنيا قوانين بلدية على مستوى المدينة أو المقاطعة حظر التدخين بنسبة 100% في الوحدات الخاصة لجميع الأنواع المحددة من السكن متعدد الوحدات. تنطبق هذه القوانين عادةً على المباني متعددة الوحدات المملوكة للقطاع الخاص والمملوكة للقطاع العام. تنطبق هذه القوانين على جميع المباني الحالية والمستقبلية ولا تسمح للمقيمين الحاليين بمواصلة التدخين في المبنى (أي لا يوجد شرط "القرابة"). وهذا يشمل: ألاميدا، ألباني، بلمونت، بلفيدير، بنيسيا، بيركلي، بيفرلي هيلز، بريسبان، بورلينجيم، كلايتون، كومبتون، مقاطعة كونترا كوستا، كوتاتي، كولفر سيتي، دالي سيتي، دانفيل، إل سيريتو، إل مونتي، إميريفيل، فوستر سيتي., فايرباو، هاف مون باي، هيلدسبورج، هنتنغتون بارك، لاركسبور، لوس جاتوس، شاطئ مانهاتن، ميل فالي، ميلبراي، موربارك، ماونتن فيو، خليج مورو، نوفاتو، باسيفيكا، بالو ألتو، باسادينا، بيتالوما، بليزانتون، ريدوود سيتي، ريتشموند, روهنرت بارك، روس، سان أنسيلمو، سان برونو، سان كارلوس، سان ماتيو (مدينة)، مقاطعة سان ماتيو، سان بابلو، سان رافائيل، مقاطعة سانتا كلارا، سانتا روزا، ساراتوجا، سيباستوبول، سونوما (مدينة)، مقاطعة سونوما، جنوب سان فرانسيسكو، وصنيفيل، وتيبورون، ويونيون سيتي، وولنت كريك، وويندسور. 
بالإضافة إلى ذلك، هناك 19 ولاية قضائية في كاليفورنيا أقرّت قوانين بلدية على مستوى المدينة أو المقاطعة تمنع حظر التدخين في جميع الوحدات في جميع المباني السكنية متعددة الوحدات في المجتمع ولكنها تقيّد التدخين في الوحدات الخاصة في بعض الأنواع المحددة من المباني متعددة الوحدات. تنطبق هذه القوانين عادةً على المساكن متعددة الوحدات المملوكة للقطاع الخاص والمملوكة للقطاع العام. وهذا يشمل: بالدوين بارك، بوربانك، كالاباساس، كورت ماديرا، دبلن، فيرفاكس، جلينديل، لافاييت، لوما ليندا، مقاطعة مارين، موربارك، أوكلي، بينول، بليزانت هيل، روهنرت بارك، سانتا مونيكا، سوساليتو، جنوب باسادينا، وتيميكولا.  

## روابط خارجية
- ائتلاف تعليم التبغ في مقاطعة سان ماتيو
- محضر اجتماع مجلس مدينة بلمونت، كاليفورنيا 3.13.07
- القوانين الأمريكية الخاصة بالإسكان متعدد الوحدات الخالي من التدخين بنسبة 100%
- قانون CA للإسكان متعدد الوحدات الخالية من التدخين
- أدوات وموارد الإسكان الخالي من التدخين